# Steve Fossett

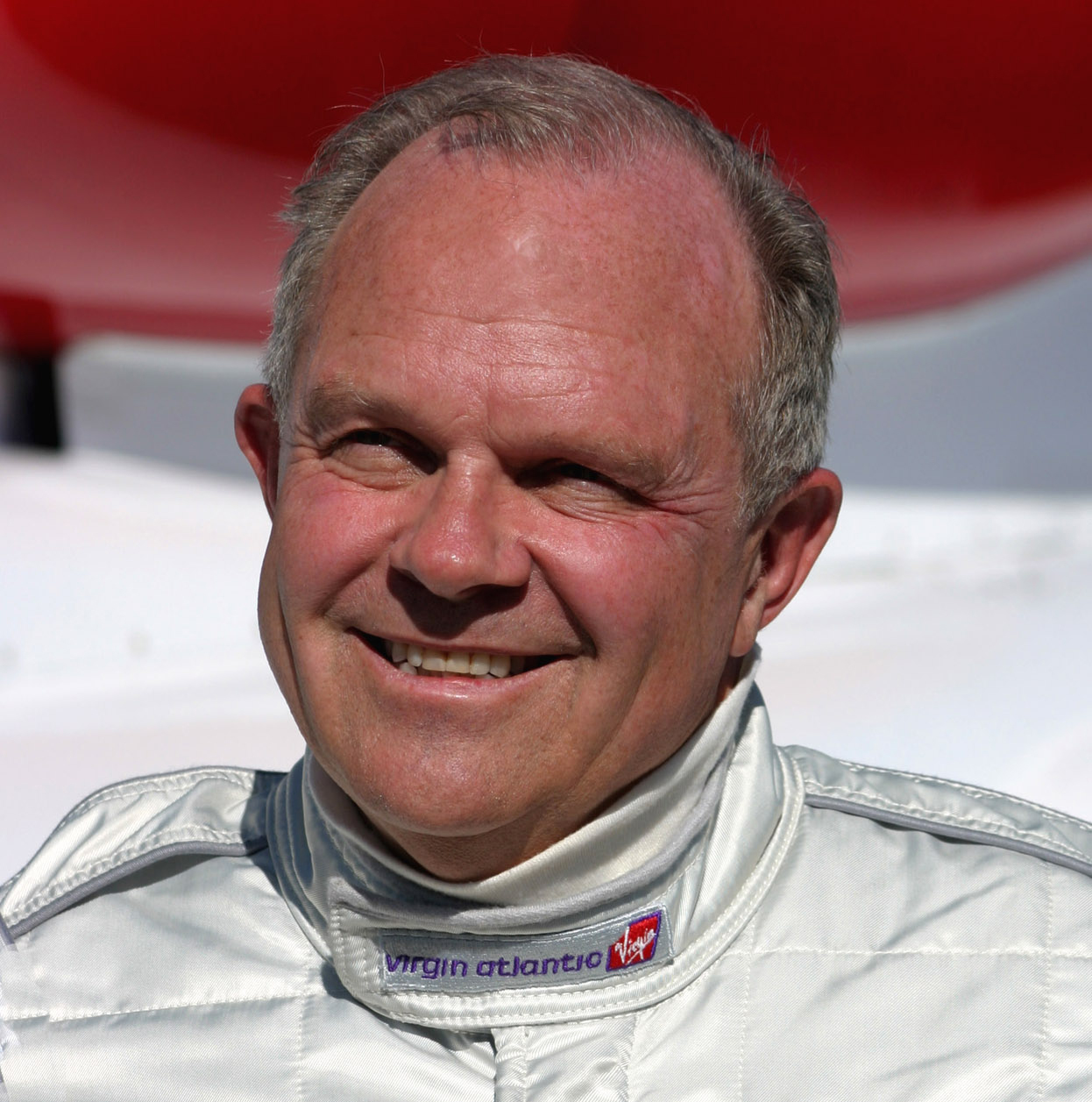
Steve Fossett

James Stephen Fossett (Jackson (Tennessee), 1944. április 22. - eltűnt 2007. szeptember 3-án, halottnak nyilvánítva 2008. február 15-én) amerikai pilóta, tengerész és kalandvadász milliomos. Rekorddöntő szenvedélyéről ismert, amelyet a pénzügyi szolgáltatásokban szerzett vagyona segített neki finanszírozni. Öt rekordot állított be a Föld körbeutazásával: egyedül utazva egy hőlégballonon, tengerészként, illetve egyszemélyes repülőgépben. Öt különböző sportágban 116 rekordot állított be és ezekből 76 ma is áll.
A kaliforniai Garden Grove-ban nőtt fel és 1966-ban végezte el a Stanford Egyetemet. Két évvel később MBA fokozatot szerzett a St. Louis-i Washington Egyetem Olin Üzleti Iskolájában. Chicagóban sikeres árutőzsdei bróker lett, saját céget alapított Marathon Securities néven. Később a coloradói Beaver Creekbe költözött. Felesége Peggy Fossett.
2007. szeptember 3-án egy egyszemélyes repülőn a Nevada sivatag fölé repült és nyoma veszett. A mentőcsapatok mintegy három héten keresztül nagy erőkkel és minden lehetséges technikai eszközt felhasználva (pl. katonai radar által rajzolt nyomvonal, meteorológiai radar széladatai) keresték a nyomait, de nem találták meg, így a keresést leállították. A terepen gyakorlatilag csak gyalog lehetett haladni, illetve a levegőből figyelni. Fossett gépének roncsait 2008. október 1-jén találták meg. Lezuhanásának valószínű oka a helyi kiszámíthatatlan széljárás, ami a gépet oldalirányban a sziklákhoz csapta. Fossett csontmaradványait a lezuhant és kiégett roncstól kb. 1 km-re találták meg, az igazolványa és 1050 dollárja közelében.